# 方差最大化旋转
在统计学中, 方差最大化旋转是在主成分分析或因子分析中使用的一种方法，通过坐标变换使各个因子载荷的方差之和最大。通俗地说，就是 (a) 任何一个变量只在一个因子上有高贡献率，而在其它因子上的载荷几乎为0; (b)任何一个因子只在少数变量上有高载荷, 而在其它变量上的载荷几乎为0. 果满足这个条件的因子载荷矩阵称为具有“简单结构”。方差最大化旋转就是用来将载荷矩阵旋转到尽量接近简单结构的方法。从这组变量代表的样本看来，方差最大化旋转找到了一种表示样本的最简单的方法，即每个样本可以用少数变量的函数的线性组合表示。
方差最大化的一种数学表达为：
{\displaystyle R_{\mathrm {VARIMAX} }=\operatorname {arg} \max _{R}\left(\sum _{j=1}^{k}\sum _{i=1}^{p}(\Lambda R)_{ij}^{4}-{\frac {\gamma }{p}}\sum _{j=1}^{k}\left(\sum _{i=1}^{p}(\Lambda R)_{ij}^{2}\right)^{2}\right).}
其中  = 1
这个方法是 Henry Felix Kaiser 在 1958 提出的，
是一种常用的正交旋转方法（旋转后各因子仍保持线性不相关）。  

## 參看
- 因子分析
- Empirical orthogonal functions
- Q methodology
- 旋转矩阵

## 外部連結
- Factor rotations in Factor Analyses by Herve Abdi （页面存档备份，存于）
- About Varimax
- Properties of Principal Components （页面存档备份，存于）
- http://www2.imm.dtu.dk/pubdb/views/edoc_download.php/4041/pdf/imm4041.pdf （页面存档备份，存于）